# Zbrodnie w Sorocku
Zbrodnie w Sorocku – zbrodnie popełnione w 1944 roku przez oddziały UPA na polskich mieszkańcach wsi Sorocko położonej w dawnym powiecie trembowelskim województwa tarnopolskiego.

## Zabójstwa podczas okupacji niemieckiej
Sorocko było wsią zamieszkaną głównie przez Ukraińców, z 25% mniejszością polską. Już przed wojną stanowiło silny ośrodek OUN.
Podczas okupacji niemieckiej po doniesieniach o morderstwach dokonywanych przez ukraińskich nacjonalistów, Polacy w Sorocku próbowali zorganizować samoobronę, w czym mieli im pomóc przybyli z Czortkowa żołnierze AK Tadeusz Wolski i Leon Okoński. Miejscowi banderowcy zorganizowali na nich zasadzkę; Wolski zginął w nocy z 9 na 10 lutego 1944 roku,  Okońskiego zaś pojmano i po torturach zamordowano. Jego ciało odnaleziono dopiero po dwóch tygodniach.
19 marca 1944 roku bojówka banderowska, która przybyła z Iławczy dokonała mordu na wybranych 13 polskich mężczyznach. Wszystkie ofiary pochodziły z rodzin znanych z przywiązania do polskości. Pod koniec marca zabito jeszcze jednego Polaka z Sorocka. Do zabójstw doszło pomimo stacjonowania we wsi jednostki Wehrmachtu.

## Sytuacja podczas drugiej okupacji sowieckiej
Po ponownym zajęciu tych ziem pod koniec marca 1944 roku przez ZSRR polskich mężczyzn powołano do Wojska Polskiego. Z osób niezakwalifikowanych do służby wojskowej powoływano Istriebitielne bataliony ochraniające ludność i zwalczające ukraińskie nacjonalistyczne podziemie. 
5 maja 1944 78-osobowy oddział IB z Trembowli złożony z Polaków zlikwidował w Sorocku bojówkę UPA odpowiedzialną za zabójstwa 20 Polaków, 4 Żydów i 3 żołnierzy Armii Czerwonej. W Sorocku założono także posterunek IB pod dowództwem Piotra Janika i jego zastępcy Józefa Okońskiego, liczący 30 żołnierzy.
22 października 1944 roku w Sorocku porwano i zamordowano dwóch Polaków. Jeden z nich, Stefan Roszczuk, był dyrektorem stacji samochodowo-traktorowej.
21 listopada 1944 władze sowieckie wysiedliły z Sorocka część rodzin ukraińskich posądzanych o związki z OUN i UPA. Tego dnia w potyczce z UPA zginął członek IB z Sorocka Józef Kobyluk. Jego pogrzeb zaplanowany na 23 listopada UPA postanowiła wykorzystać jako okazję do zasadzki na IB i Polaków z Sorocka.

### Masakra podczas pogrzebu Józefa Kobyluka
23 listopada 1944 roku w pogrzebie Kobyluka uczestniczyło 70-90 osób, głównie kobiet i dzieci. Kondukt pogrzebowy ochraniało 10 żołnierzy IB. W odległości około pół kilometra od cmentarza z domów wysiedlonych Ukraińców w stronę żałobników posypały się strzały z broni maszynowej. Od pierwszej salwy padło 9 kobiet, a ciężko ranny został ksiądz Adam Drzyzga, którego później napastnicy dobili bagnetami. Żołnierze IB zaczęli odwrót ostrzeliwując się. Kilku z nich zginęło już na początku walki, w tym Jan Okoński. Piotr Janik tropiony przez upowców we wsi popełnił samobójstwo nie chcąc dostać się w ich ręce. Zdołał uratować się Zygmunt Harz pomimo otrzymania kilku postrzałów, ukryty przez kobietę ukraińską na strychu. Upowcy stracili w tej walce jednego człowieka.
W czasie gdy jedna grupa upowców dokonywała masakry żałobników i walczyła z IB, druga rozeszła się po wsi i zabijała napotkanych Polaków, szczególnie tych, którzy mieli krewnych w IB.
W meldunku sowieckim z tego zdarzenia oceniono liczebność oddziału UPA na 150 osób. Uznano, że w kondukcie pogrzebowym zginęło 13 osób, a we wsi 15. Grzegorz Hryciuk podaje liczbę 70 ofiar tego ataku. Imienna lista ofiar Polaków zabitych w Sorocku przez ukraińskich nacjonalistów w różnych okolicznościach, sporządzona przez byłych mieszkańców wsi, zawiera 112 osób.